# Chameleon obecný
Chameleon obecný (Chamaeleo chamaeleon) je jediný druh chameleona, který žije v Evropě. Vyskytuje se v okolí celého Středozemního moře, žije v Severní Africe, na Blízkém východě, ve Španělsku a Portugalsku a na některých řeckých ostrovech. Je chráněný, zařazený do přílohy II, CITES.
Samci dorůstají délky až 36 cm, samice bývají o něco větší, až 40 cm dlouhé. Hlava ještěra je trojboká, s širokou tlamou a zakončená střechovitou a do týla protaženou přilbou. Jako všichni chameleoni má i chameleon obecný oční víčka srostlá, zůstává jen malý otvor na zornici, a oči se mohou pohybovat do všech stran a nezávisle na sobě. Má bočně zploštělé tělo a malý, vroubkovaný a úzký hřbetní hřeben, který se táhne od začátku hřbetu do poloviny těla. Nohy mají prsty srostlé v klíšťky, které předních končetinách tvoří tři vnější a dva vnitřní prsty, na pánevních je tomu naopak. Prsty jsou opatřené silnými drápy. Ocas je dlouhý a ovíjivý. Zbarvení chameleona obecného je variabilní, zpravidla se jedná o nějaké odstíny zelené, hnědé, šedobílé a černé. Na těle jsou obvykle podélné světlejší pruhy a nepravidelné tmavší skvrny, a na hrdle má chameleon obecný žlutý pruh, který nemění barvu. Samice se od samce kromě velikosti liší též silnějším ocasem.
Chameleon obecný vytváří šest poddruhů, evropský je typový poddruh C. c. chamaeleon. Od ostatních poddruhů se liší menším vzrůstem, jen vzácně je delší než 20 cm. Nalezneme jej v nejrůznějších typech biotopů. Vyskytuje se v oázách severní Afriky, kde žije na palmách a v křovinách, ve Španělsku obývá písečné duny, v Egyptě štěrkové pláně, nevyhýbá se ani piniovým lesům, zahradám, mandloňovým sadům nebo olivovým hájům do nadmořské výšky až 1850 m. Na středomořském pobřeží Španělska je hojný a žije zde 10–25 chameleonů obecných na jednom hektaru., dále chameleoni prokazatelně žijí v Portugalsku a v Řecku na ostrově Samos a Chios. Nepotvrzené zprávy o výskytu pocházejí ze Sicílie a Kréty. V Severní Africe žijí chameleoni obecní na Západní Sahaře, v Maroku, a při pobřeží Středozemního moře v Alžírsku, v Tunisku, v Libyi a v Egyptě. Dále se vyskytuje na Kypru, v jižním Turecku, v Sýrii, Libanonu, v Izraeli, v jihozápadní části Saúdské Arábie a v severním Jemenu.
Je to samotářské zvíře s diurnální aktivitou. Loví hmyz pomocí vystřelovacího jazyka, který mu umožňuje bleskově chytit kořist i ve značné vzdálenosti. Natažený jazyk chameleona je obvykle delší než zbytek jeho těla a na konci je mírně rozšířený a lepkavý.
Období rozmnožování nastává v druhé polovině roku. Je-li samice svolná k páření, nechá samce přiblížit se k ní. Kopulace trvá 15–20 minut. Chameleon obecný je vejcorodý, po 40–60 dnech březosti samice klade 15–45 kožovitých vajec, pro které v půdě vyhrabe 10–20 cm hlubokou noru. Mláďata se při teplotě 17–29 °C líhnou za 160–240 dní.

## Chov
Chameleona obecného je možné chovat v teráriu o rozměrech minimálně 40×40×70 cm. Vůči ostatním jedincům svého druhu je agresivní, proto by měl být držen odděleně. V teráriu může být teplota pouze 23 °C, ale pod zdrojem tepla musí být teplota vyšší, 30 °C. Pro úspěšné rozmnožování v zajetí je nutné chameleonovi obecnému poskytnout zimní klid, kdy teplota v teráriu klesne na 15 °C. Jako substrát na dno terária je vhodná směs písku a rašeliny, terárium musí být vybaveno větvemi na šplhání či živými rostlinami. Nutností je dobré větrání a k zajištění optimální vlhkosti rosení jedenkrát denně.

## Galerie

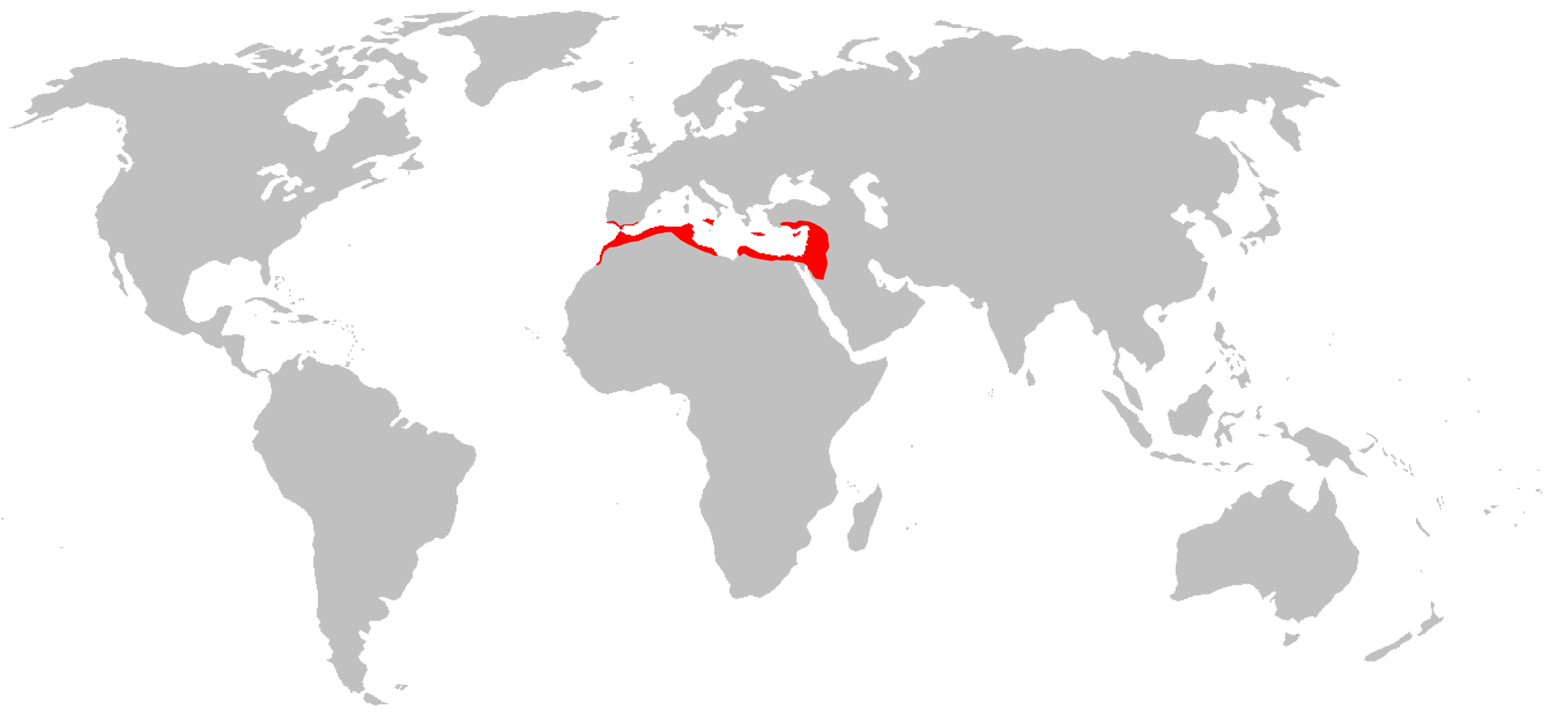
Areál rozšíření chameleona obecného (červeně)
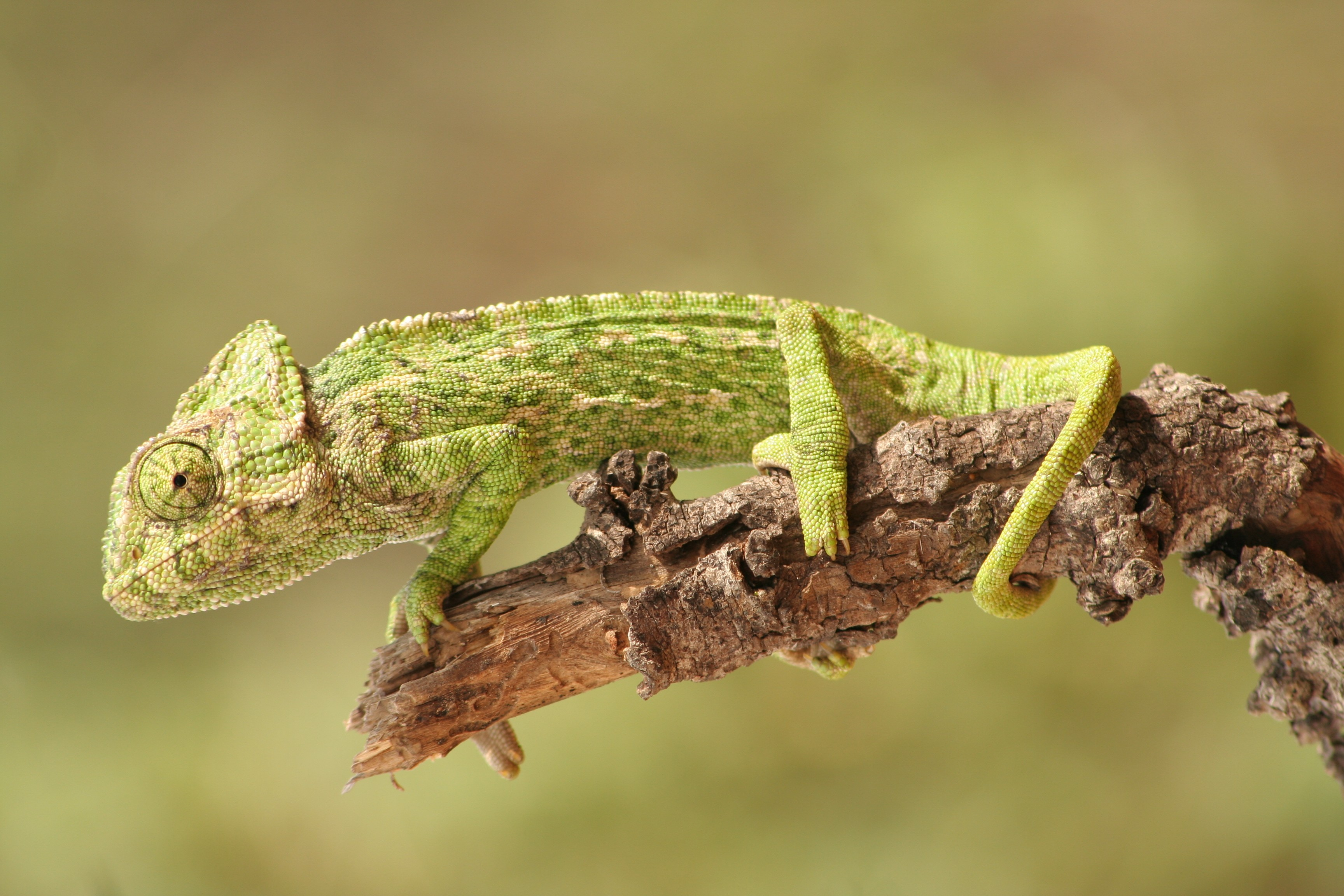
Chameleon obecný z Portugalska
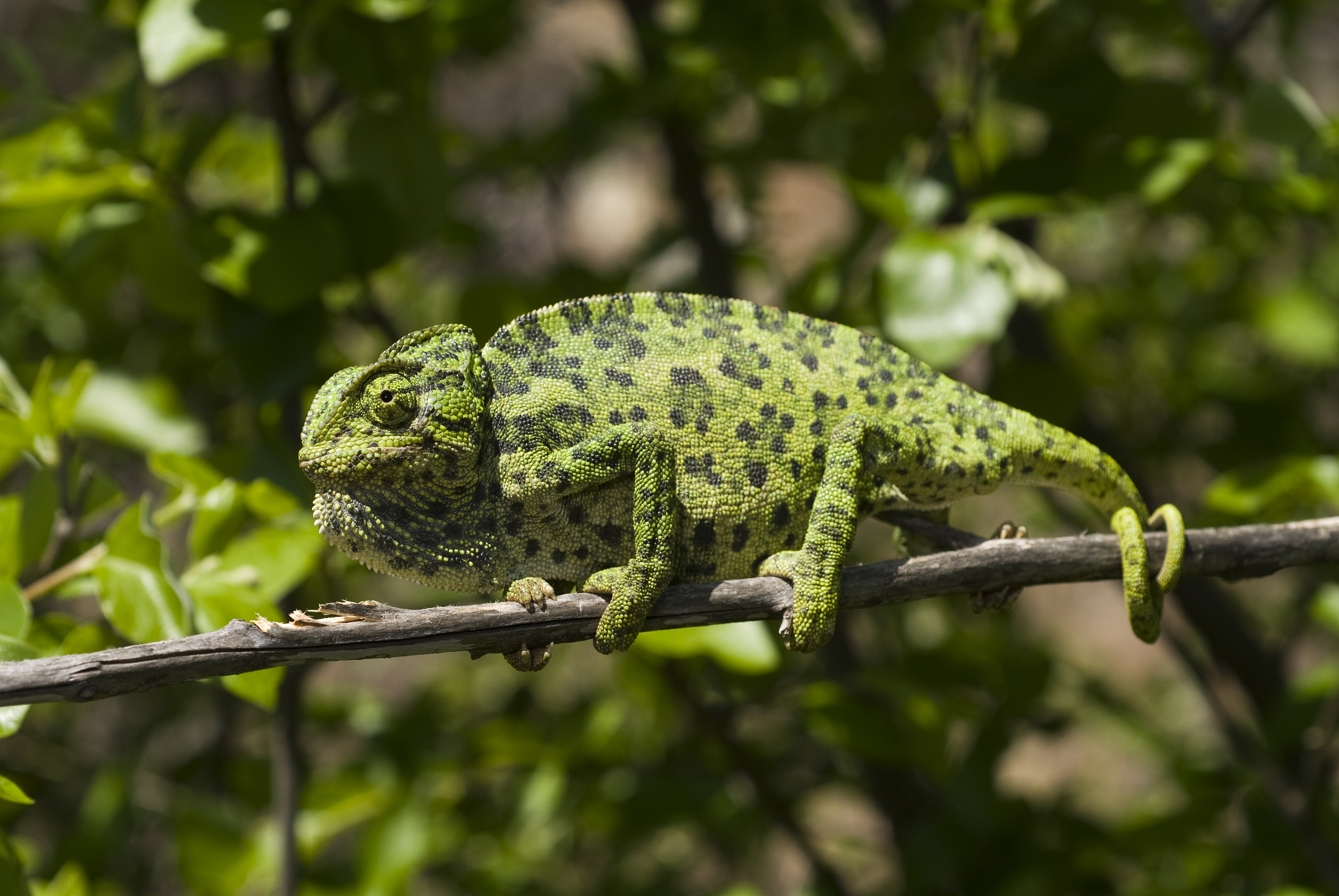
Chameleon obecný z ostrova Samos
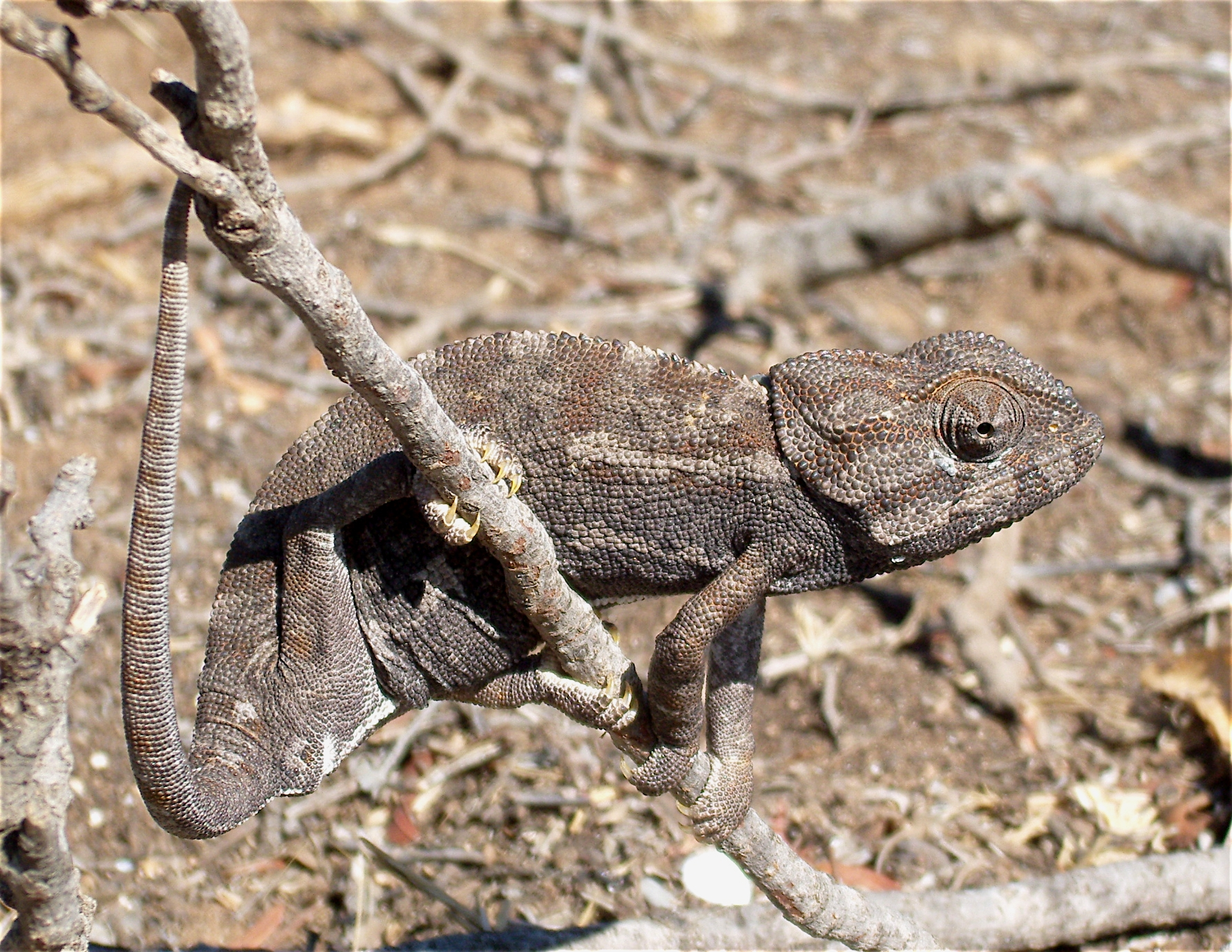
Chameleon obecný v Tunisu